# Södergadden, Kyrkslätt
Södergadden är en ö i Finland. Den ligger i Finska viken och i kommunen Kyrkslätt i den ekonomiska regionen  Helsingfors i landskapet Nyland, i den södra delen av landet. Ön ligger omkring 22 kilometer sydväst om Helsingfors.
Öns area är 1,2 hektar och dess största längd är 220 meter i nord-sydlig riktning. Närmaste större samhälle är Esbo, 16,8 km norr om Södergadden.